# Clifton, Illinois
Clifton là một làng thuộc quận Iroquois, tiểu bang Illinois, Hoa Kỳ. Năm 2010, dân số của làng này là 1468 người.

## Dân số
Dân số qua các năm:
- Năm 2000: 1317 người.
- Năm 2010: 1468 người.